# Tottington, Greater Manchester
Tottington este un oraș în comitatul Greater Manchester, regiunea North West, Anglia. Orașul se află în districtul metropolitan Bury.

## Istoric
Numele derivă din engleza veche, desemnând Satul oamenilor lui Tota (conform "Tota's people's village").

## Oameni notabili
Len Crompton, un fotbalist, care a jucat ca portar, s-a născut în Tottington în 1902.

## Vedeți și
- Listă de oameni din Bury